# Vorburg

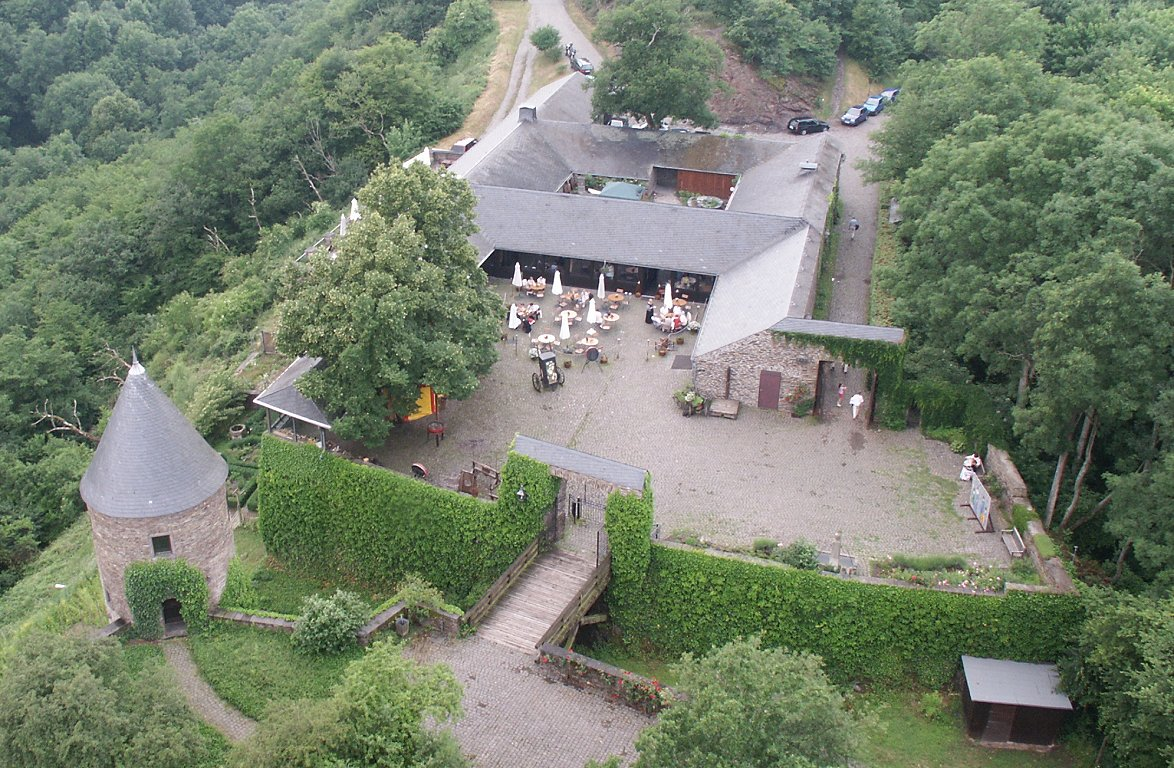
Vorburg der Burg Pyrmont

Eine Vorburg (auch Unterburg, Außenburg oder äußere Burg genannt) ist jener Teil einer Burg, in dem sich Gebäude befinden, die der Bewirtschaftung der Anlage dienen oder für die Versorgung der Burgbewohner nötig sind.

## Gebäude der Vorburg
Zu diesen Wirtschaftsgebäuden zählen neben Werkstätten, Viehställen und dem Marstall auch Lagerräume wie Scheunen, Speicher und Schuppen, aber auch Gesindehäuser als Unterkünfte für Bedienstete wie Mägde, Knechte und Burg- oder Dienstmannen. Hinzu kommen nicht selten ein Brau- sowie ein Backhaus und ein Küchenbau, sodenn sich die Küche nicht im Palas der Burg befindet. Vorburgen werden oft auch als Wirtschaftshof bezeichnet.
Für die Wirtschaftsgebäude von Schlössern ist ebenfalls die Bezeichnung Vorburg üblich, wobei diese häufig eine Remise oder auch Gästeunterkünfte wie zum Beispiel Kavaliershäuser umfasst, also Gebäude, die auf mittelalterlichen Burgen noch nicht üblich waren. Große Anlagen besitzen häufig mehr als nur eine Vorburg, wie es zum Beispiel bei der Burg Monschau und dem Schloss Bürresheim der Fall ist. Bei größeren Burgen wurden innerhalb der Vorburg auch Märkte abgehalten (vgl. Suburbium).

## Lage der Vorburg
Meist sind Vorburgen durch eine eigene Ringmauer befestigt und von dem eigentlichen Wohnbereich der Burg – Kernburg genannt – durch einen Graben, eine Mauer und ein Tor getrennt.
Bei Niederungsburgen zu Land findet man die Vorburg üblicherweise in Form eines Halbmondes unmittelbar um die Kernburg herum gruppiert. Bei Wasserburgen liegen diese beiden Bereiche meist auf zwei separaten Inseln, und die der Hauptburg zugewandte Seite der Vorburg ist fast immer unbebaut. Im Fall von Höhenburgen mussten beim Bau die Gegebenheiten des Geländes berücksichtigt werden, so dass bei solchen Anlagen die Vorburg meist etwas tiefer als die Kernburg liegt. Ein Beispiel für den selteneren Fall, dass Kern- und Vorburg auf gleicher Höhe lagen, ist die Rudelsburg in Sachsen-Anhalt. Es gibt vereinzelte Fälle, in denen das Burgareal zu klein ist, um neben der Hauptburg auch noch Wirtschafts- und Versorgungsgebäude aufzunehmen; wie zum Beispiel bei der Veste Heldburg. Dort liegt die Vorburg dann ausnahmsweise nicht in unmittelbarer Umgebung der Kernburg, sondern weiter entfernt, beispielsweise im Tal unterhalb der Kernanlage.
In der Regel liegt die Vorburg an der Zugangsseite einer Anlage. Somit führt der Hauptzugang zur Kernburg in vielen Fällen durch die Vorburg, die dadurch nicht nur einen zusätzlichen Schutz für den herrschaftlichen Wohnbereich, sondern auch eine Art von Verteidigungspuffer darstellt und früher häufig auch als Fluchtburg für die Bevölkerung des umliegenden Landes diente. Damit lässt sich auch erklären, weshalb die Kapelle einer Burganlage oft in der Vorburg zu finden ist: Sie fungierte gleichzeitig als Pfarrkirche für die Bevölkerung.